# Бей и жги
«Бей и жги» или «Круши и жги» — малобюджетный фантастический кинофильм. Несмотря на то, что фраза ставшая названием фильма часто употребляется в другом похожем фильме «Роботы-бойцы» (англ. Robot Jox), а в ряде стран «Бей и жги» был анонсирован как сиквел «Роботов-бойцов», эти картины связывает только продюсер Чарлз Бэнд.

## Сюжет
На мятежную телевизионную станцию проникает посланный могущественной корпорацией андроид.

## В ролях
- Пол Ганус — Тайсон Кин
- Меган Уорд — Эррен Хукс
- Ральф Уэйт — Латан Хукс
- Билл Мосли — Куинн
- Ева Ларю — Пэрис
- Джек Макги — Уинстон Викетт
- Элизабет Маклелан — Сандра